# Conni & Co 2 – Das Geheimnis des T-Rex
Conni & Co 2 – Das Geheimnis des T-Rex ist ein deutscher Kinderfilm aus dem Jahr 2017. Er ist die Fortsetzung des 2016 erschienenen Films Conni & Co und nach diesem die zweite auf der im Carlsen-Verlag erschienenen Conni-Kinderbuchreihe basierende Verfilmung. In der Titelrolle ist Emma Schweiger zu sehen, Til Schweiger fungiert als Regisseur, Produzent und Nebendarsteller. Der Film kam am 20. April 2017 in die Kinos.

## Handlung
Der frühere Schuldirektor Möller ist zum Bürgermeister von Neustadt gewählt worden. Nun plant er, auf der naturnahen Neustädter Kanincheninsel ein gigantisches Hotel zu errichten. Conni und ihre Freunde versuchen dies zu verhindern. Dies scheint zu gelingen, als sie einen riesigen Dinosaurierknochen auf der Insel finden. Der Bürgermeister nimmt den Knochen zwecks Untersuchung an sich, vergräbt ihn aber später heimlich. Die Kinder wagen eine Operation auf der Insel: Mit einem Detektor finden sie eine Höhle unter dem Waldboden. Sie werden zwar von der Security in einen Schuppen gesperrt, doch können sich befreien und führen ihre Entdeckung fort. Dabei können sie verhindern, dass der Bürgermeister das wertvolle Skelett eines Tyrannosaurus sprengt. Der Bürgermeister verkündet nun, das Hotel an den Stadtrand bauen zu wollen und sieht in dem Fund einen Vorteil für die Stadt und plant sogar ein Museum. Die Insel und die Stadt sind somit gerettet.

## Produktion
Der Film wurde von Producers at Work, Barefoot Films, und Warner Bros. Film Production Germany produziert. Die Hessische Filmförderung förderte das Projekt mit 360.000 Euro.
Die Dreharbeiten fanden im Sommer 2016 unter dem Arbeitstitel Conni & Co 2 – Rettet die Kanincheninsel unter anderem in Marburg, Brandenburg an der Havel und Berlin statt. In Berlin wurde unter anderem auf der Pfaueninsel gedreht, in Brandenburg auf der Kanincheninsel im Breitlingsee. In Marburg dienten unter anderem die Räumlichkeiten einer Studentenverbindung als Kulisse für das Büro des Bürgermeisters.
Seine Uraufführung erlebte der Film am 9. April 2017 im Sony Center in Berlin.

## Rezeption
„Arbeitsplätze contra Naturzerstörung - ein heikles Thema, das Til Schweiger mit viel Humor umgesetzt hat. Ein aufregendes Ferienabenteuer für Kids“